# Пукло трпило
„Пукло трпило” је српски документарни ТВ филм из 2004. године. Режирала га је Бојана Андрић која је написала и сценарио.

## Улоге
| Глумац      | Улога |
| ----------- | ----- |
| Драга Јонаш | Лично |
| Милан Антић | Лично |